# Heimssýn
Heimssýn (isl. Weltbild) ist eine parteiübergreifende isländische Vereinigung von Europaskeptikern. Sie wurde 2002 gegründet und will einen EU-Beitritt Islands verhindern. Der Zweck der Vereinigung sei es, eine „offene Debatte über Europa und internationale Kooperationen anzuregen“. Die Mitglieder der Vereinigung kommen aus den meisten isländischen Parteien, unter ihnen viele prominente aktive und ehemalige Politiker. Heimssýn ist Mitglied der internationalen Organisation The European Alliance of EU-critical Movements (TEAM).
Die Vereinigung wurde von über 100 Gründungsmitgliedern im Juni 2002 gegründet. In einer Stellungnahme zur Gründung wird hervorgehoben, dass Island als kleine, junge Nation im letzten Jahrhundert große Erfolge gefeiert habe. Kooperationen mit Organisationen wie der EU seien zwar wichtig, ein Beitritt in die EU aber der falsche Weg, um die isländischen Erfolge fortzuführen.

## Leitungsteam
Gründungsvorsitzender von Heimssýn war Ragnar Arnalds, früheres Mitglied des isländischen Parlaments Althing und Finanzminister. Er amtierte bis 2009. Vorsitzender mit Stand vom Juni 2020 ist Haraldur Ólafsson, der das Amt im März 2018 antrat. Weitere prominente Mitglieder im Führungsgremium waren oder sind unter anderem Steingrímur Hermannsson (früherer Premierminister Islands), Sigurður Kári Kristjánsson (Abgeordneter für die Unabhängigkeitspartei), Árni Þór Sigurðsson (Abgeordneter für die Links-Grüne Bewegung), Illugi Gunnarsson (Abgeordneter für die Unabhängigkeitspartei), Ingvar Gíslason (früherer Bildungsminister) und Bjarni Harðarson (Abgeordneter für die Fortschrittspartei).